# Tadeusz Cielecki
Tadeusz Zygmunt Cielecki (ur. 1941, zm. 2020) – polski prawnik, doktor habilitowany nauk prawnych, profesor nadzwyczajny Uniwersytetu Opolskiego, w latach 2008–2012 dziekan Wydziału Prawa i Administracji UO, wysoki rangą funkcjonariusz Policji.

## Życiorys
Urodził się w 1941 roku podczas II wojny światowej (na terenie utworzonego wówczas przez III Rzeszę w Polsce Generalnego Gubernatorstwa). Po wojnie ukończył szkołę podstawową i średnią, a następnie podjął studia prawnicze na Uniwersytecie Łódzkim, które ukończył magisterium w 1963 roku.
Bezpośrednio po ukończeniu studiów przeniósł się do Opola, gdzie rozpoczął pracę w Komendzie Wojewódzkiej Milicji Obywatelskiej (od 1990 roku Policji). Początkowo pracował tam jako referent, a następnie awansował na kolejne szczeble w hierarchii zawodowej, począwszy od kierownika sekcji przez zastępcę komendanta powiatowego, komendanta powiatowego, komendanta miejskiego po stanowisko zastępcy komendanta wojewódzkiego. W 1982 roku uzyskał stopień naukowy doktora nauk humanistycznych w zakresie pedagogiki na Wyższej Szkole Pedagogicznej im. Powstańców Śląskich w Opolu.
W 1996 roku przeniósł się do Szczytna, w województwie warmińsko-mazurskim, gdzie objął stanowisko prorektora ds. dydaktycznych pełniącego obowiązki komendanta Wyższej Szkoły Policji, które zajmował do 1998 roku, kiedy to został mianowany komendantem wojewódzkim w Słupsku, a następnie w 1999 roku komendantem wojewódzkim w Kielcach. Pracę w Policji w Kielcach łączył z działalnością naukowo-dydaktyczną na Akademii Świętokrzyskiej, będąc tam adiunktem w Zakładzie Profilaktyki i Resocjalizacji, działającym w ramach Instytutu Pedagogiki i Psychologii.
W 2002 roku wrócił na stałe do Opola, zostając adiunktem w Międzywydziałowym Instytucie Prawa i Administracji Uniwersytetu Opolskiego. W latach 2002–2004 pełnił tam funkcję zastępcy dyrektora. W 2004 roku Rada Wydziału Prawa i Administracji Uniwersytetu Łódzkiego nadała mu stopień naukowy doktora habilitowanego nauk prawnych w zakresie prawa w specjalności kryminologia na podstawie dorobku naukowego pracy pt. Prewencja kryminalna. Studium z profilaktyki kryminologicznej.
W 2004 roku objął w UO stanowisko profesora nadzwyczajnego. Był jednym z inicjatorów przekształcenia dotychczasowego instytutu w pełnoprawny Wydział Prawa i Administracji, co miało miejsce w 2006 roku. W latach 2008–2012 pełnił funkcję jego dziekana. Udało mu się uzyskać w 2011 roku akredytację na okres 6 lat dla kierunku studiów administracja i prawo (po przeprowadzonej wizytacji Państwowej Komisji Akredytacyjnej) oraz przenieść siedzibę wydziału z ulicy Plebiscytowej 5 do wschodniego skrzydła domu studenckiego „Mrowisko” przy ulicy Katowickiej 87a.
Był kierownikiem Zakładu Kryminologii, Kryminalistyki i Wiktymologii w opolskiej uczelni. Poza Uniwersytetem Opolskim od 2005 roku pracuje na drugim etacie jako profesor nadzwyczajny w Zakładzie Prawa Wyższej Szkoły Policji w Szczytnie.
Jego zainteresowania koncentrowały się na kryminologii, organizacji i zarządzaniu, patologii społecznej, pedagogice, prawie policyjnym, resocjalizacji, socjologii prawa, wiktymologii.

## Wybrane publikacje
- Ofiary przestępstw w prewencyjnej strategii przeciwdziałania przestępczości, Słupsk 1999
- Realizacja przez policję strategii prewencyjnej w zwalczaniu przestępczości i innych patologii, Słupsk 1999.
- Policja z jakością w XXI wiek, Warszawa 2001.
- Prewencja kryminalna Studium z profilaktyki kryminologicznej, Opole 2004[7].